# Julian Sands
Julian Sands (Otley, Leeds, West Yorkshire, Anglaterra, 4 de gener de 1958 - Mount Baldy, Califòrnia, Estats Units, c. 13 de gener de 2023) va ser un actor de teatre, cinema i televisió anglès. La seva filmografia principal inclou títols com The Killing Fields (1984), A Room with a View (1985), Warlock (1989), Arachnophobia (1990), Naked Lunch (1991), Boxing Helena (1993), Leaving Las Vegas (1995), Stargate: The Ark of Truth (2008) i Millennium: Els homes que no estimaven les dones (2011). També va aparèixer en sèries de televisió com Jackie Chan Adventures, Smallville, The L Word i Dexter, entre d'altres.

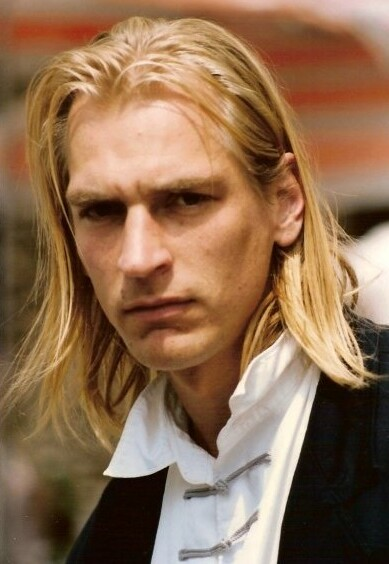
Julian Sands (1990)

El 13 de gener de 2023, es va notificar la seva desaparició durant una excursió al Mount San Antonio a les San Gabriel Mountains, prop de Los Angeles (Califòrnia). Les seves restes van ser descobertes el 24 de juny del mateix any a la zona que havia estat visitant per un grup de senderistes i identificades tres dies més tard.

## Filmografia

### Cinema
| Any  | Títol                                                                              | Direcció                 | Personatge                 |
| ---- | ---------------------------------------------------------------------------------- | ------------------------ | -------------------------- |
| 1982 | Privates on Parade                                                                 | Michael Blakemore        | Mariner                    |
| 1984 | Oxford Blues                                                                       | Robert Boris             | Colin Gilchrist Fisher     |
| 1984 | Els crits del silenci (The Killing Fields)                                         | Roland Joffé             | Jon Swain                  |
| 1985 | After Darkness                                                                     | Sergio Guerraz           | Laurence Hunningford       |
| 1985 | The Doctor and the Devils                                                          | Freddie Francis          | Dr. Murray                 |
| 1985 | Una habitació amb vista (A Room with a View)                                       | James Ivory              | George Emerson             |
| 1986 | Gothic                                                                             | Ken Russell              | Shelley                    |
| 1987 | Siesta                                                                             | Mary Lambert             | Kit                        |
| 1988 | Vibes                                                                              | Ken Kwapis               | Dr. Harrison Steele        |
| 1988 | Wherever You Are...                                                                | Krzysztof Zanussi        | Julian                     |
| 1989 | Warlock                                                                            | Steve Miner              | Warlock                    |
| 1989 | Manika, une vie plus tard                                                          | François Villiers        | Pare Daniel Mahoney        |
| 1989 | Tennessee Nights                                                                   | Nicolas Gessner          | Wolfgang Leighton          |
| 1990 | Aracnofòbia (Arachnophobia)                                                        | Frank Marshall           | Dr. James Atherton         |
| 1990 | El sol també a la nit (Il sole anche di notte)                                     | Paolo i Vittorio Taviani | Sergio Giuramondo          |
| 1991 | Cattiva                                                                            | Carlo Lizzani            | Gustav                     |
| 1991 | Impromptu                                                                          | James Lapine             | Franz Liszt                |
| 1991 | Grand Isle                                                                         | Mary Lambert             | Alcee Arobin               |
| 1991 | Naked Lunch                                                                        | David Cronenberg         | Yves Cloquet               |
| 1992 | Tale of a Vampire                                                                  | Shimako Sato             | Alex                       |
| 1992 | La vil·la dels divendres (La villa del venerdì)                                    | Mauro Bolognini          | Stefan                     |
| 1993 | La meva obsessió per Helena (Boxing Helena)                                        | Jennifer Chambers Lynch  | Dr. Nick Cavanaugh         |
| 1993 | Warlock: The Armageddon                                                            | Anthony Hickox           | Warlock                    |
| 1994 | La versió Browning (The Browning Version)                                          | Anthony Asquith          | Tom Gilbert                |
| 1994 | The Turn of the Screw                                                              | Rusty Lemorande          | M. Cooper                  |
| 1994 | Lamerica                                                                           | Gianni Amelio            |                            |
| 1994 | Mario und der Zauberer                                                             | Klaus Maria Brandauer    | Professor Fuhrmann         |
| 1995 | Leaving Las Vegas                                                                  | Mike Figgis              | Yuri                       |
| 1996 | Never Ever                                                                         | Charles Finch            | Roderick                   |
| 1997 | Long Time Since                                                                    |                          | Michael James              |
| 1997 | One Night Stand                                                                    | Mike Figgis              | Chris                      |
| 1998 | Il Fantasma dell'opera                                                             | Dario Argento            | El fantasma                |
| 1999 | The Loss of Sexual Innocence                                                       | Mike Figgis              | Nic adult                  |
| 2000 | Mercy                                                                              | Damian Harris            | Dr. Dominick Broussard     |
| 2000 | The Million Dollar Hotel                                                           | Wim Wenders              | Terence Scopey             |
| 2000 | Love Me                                                                            | Laetitia Masson          | el mariner                 |
| 2000 | Timecode                                                                           | Mike Figgis              | Quentin                    |
| 2000 | Vatel                                                                              | Roland Joffé             | Lluís XIV                  |
| 2001 | Hotel                                                                              | Mike Figgis              | Guide                      |
| 2002 | The Scoundrel's Wife                                                               | Glen Pitre               | Dr. Lenz                   |
| 2003 | El medalló (The Medallion)                                                         | Gordon Chan              | Snakehead                  |
| 2003 | Easy Six                                                                           | Chris Iovenko            | Packard Schmidt            |
| 2004 | Romasanta                                                                          | Francisco Plaza          | Manuel Romasanta           |
| 2005 | Her Name is Carla                                                                  | Jay Anania               | Bill                       |
| 2006 | La Piste                                                                           | Éric Valli               | Gary                       |
| 2006 | The Haunted Airman                                                                 | Chris Durlacher          | Dr. Hal Burns              |
| 2007 | Ocean's Thirteen                                                                   | Steven Soderbergh        | Greco Montgomery           |
| 2008 | Stargate: The Ark of Truth                                                         | Robert C. Cooper         | Doci                       |
| 2008 | Cat City                                                                           | Béla Ternovszky          | Nick Compton               |
| 2008 | Heidi 4 Paws                                                                       |                          | Peter the Goatherder (veu) |
| 2009 | Blood and Bone                                                                     | Ben Ramsey               | Franklin McVeigh           |
| 2010 | Golf in the Kingdom                                                                | Susan Streitfeld         | Peter McNaughton           |
| 2011 | Millennium: Els homes que no estimaven les dones (The Girl with the Dragon Tattoo) | David Fincher            | Henrik Vanger de jove      |
| 2012 | Hirokin                                                                            | Alejo Mo-Sun             | Viceroy Griffin            |
| 2012 | Suspension of Disbelief                                                            | Mike Figgis              | l'inspector Hackett        |
| 2013 | All Things to All Men                                                              | George Isaac             | Cutter                     |
| 2013 | The Last Impresario                                                                | Gracie Otto              | ell mateix                 |
| 2014 | César Chavez                                                                       | Diego Luna               | Victore Representative     |
| 2014 | Jetty                                                                              |                          | Skylar Nielsen             |
| 2014 | Six Dance Lessons in Six Weeks                                                     | Arthur Allan Seidelman   | Winslow Cunard             |
| 2015 | Extraordinary Tales                                                                |                          | Narrador (veu)             |
| 2016 | The Persian Connection                                                             |                          | Evgeny                     |
| 2016 | L'escollit (El elegido)                                                            | Antonio Chavarrías       | Kotov                      |
| 2017 | Crooked House                                                                      | Gilles Paquet-Brenner    | Philip Leonides            |
| 2018 | Walk like a Panther                                                                | Dan Cadan                | Tony 'Sweet Cheeks' Smith  |
| 2019 | The Garden of Evening Mists                                                        | Tom Lin Shu-yu           | Frederik Gemmell de gran   |
| 2019 | The Painted Bird                                                                   | Václav Marhoul           | Garbos                     |
| 2020 | Yeh Ballet                                                                         | Sooni Taraporevala       | Saul Aaron                 |
| 2020 | Death Rider in the House of Vampires                                               |                          | Comte Holiday              |
| 2020 | Bobbleheads: The Movie                                                             |                          | Purrbles (veu)             |
| 2021 | Benediction                                                                        | Terence Davies           | Chief Medical Officer      |
| 2021 | El supervivent (The Survivalist)                                                   | Jon Keeyes               | Heath Grant                |
| 2021 | The Ghosts of Borley Rectory                                                       |                          | Lionel Foyster             |
| 2022 | The Ghosts of Monday                                                               |                          | Bruce                      |
| 2023 | Seneca – Oder: Über die Geburt von Erdbeben                                        | Robert Schwentke         | Rufus                      |

### Televisió
| Any       | Títol                                                      | Personatge                        | Notes                                              |
| --------- | ---------------------------------------------------------- | --------------------------------- | -------------------------------------------------- |
| 1983      | A Married Man                                              |                                   |                                                    |
| 1984      | The Sun Also Rises                                         | Gerald                            |                                                    |
| 1985      | Idil·li a l'Orient Express (Romance on The Orient Express) | Sandy                             | De Lawrence Gordon Clark                           |
| 1986      | Harem de William Hale                                      | Forest                            |                                                    |
| 1987      | Basements                                                  | M. Sands                          | Segment The Room                                   |
| 1989      | Murder by Moonlight                                        | Maj. Stepan Gregorivitj Kirilenko |                                                    |
| 1990      | Blood Royal: William the Conqueror                         | Edgar Atheling                    |                                                    |
| 1992      | Crazy in Love                                              | Mark Constable                    |                                                    |
| 1994      | Witch Hunt                                                 | Finn Macha                        |                                                    |
| 1995      | The Great Elephant Escape                                  | Clive Potter                      |                                                    |
| 1996      | The Tomorrow Man                                           | Ken                               |                                                    |
| 1997      | End of Summer                                              | Basil                             |                                                    |
| 2002      | Rose Red                                                   | Nick Hardaway                     |                                                    |
| 2002      | Napoleon                                                   | Klemens Metternich                |                                                    |
| 2004      | Ring of the Nibelungs                                      | Hagen                             | D'Uli Edel                                         |
| 2004      | The L Word                                                 | Nick Barashkov                    | Episodis temporada 1                               |
| 2005      | Kenneth Tynan: In Praise of Hardcore                       | Sir Laurence Olivier              |                                                    |
| 2005      | Law & Order: Special Victims Unit                          | Barclay Pallister                 | Episodi: "Design"                                  |
| 2005      | Stargate SG-1                                              | Doci                              |                                                    |
| 2006      | Law & Order: Criminal Intent                               | Philip Reinhardt                  | Episodi: "Dramma Giocoso"                          |
| 2006      | 24                                                         | Vladimir Bierko                   | Temporada 5                                        |
| 2007      | Ghost Whisperer                                            | Ethan Clark                       |                                                    |
| 2007      | Miss Marple Towards Zero                                   | Thomas Royde                      |                                                    |
| 2008      | Stargate: L'Arche de vérité                                | Doci                              |                                                    |
| 2008      | Cat City                                                   | Nick Compton                      |                                                    |
| 2008      | Lipstick Jungle                                            | Hector Matrick                    |                                                    |
| 2009–2010 | Smallville                                                 | Jor-El                            |                                                    |
| 2009      | Beyond Sherwood Forest                                     | Malcom                            | De Peter DeLuise                                   |
| 2010      | Castle                                                     | Teddy Farrow                      |                                                    |
| 2011      | Above Suspicion                                            | Damian Nolan                      | 2 episodis                                         |
| 2013      | Dexter                                                     | Miles Castner                     |                                                    |
| 2014      | Banshee                                                    | sacerdot                          | 3 episodis                                         |
| 2014      | Crossbones                                                 | William Jagger                    | 8 episodis                                         |
| 2014      | The Village                                                | Lord Kilmartin                    | 2 episodis                                         |
| 2014      | Unknown Heart                                              | Richard Mellor                    | Telefilm                                           |
| 2015      | Gotham                                                     | Dr. Gerald Crane                  | 2 episodis                                         |
| 2015      | We're Doomed! The Dad's Army Story                         | John Le Mesurier                  | Telefilm                                           |
| 2017      | Man in an Orange Shirt                                     | Caspar Nicholson                  | Episodi #1.2                                       |
| 2017      | Will                                                       | Barrett Emerson                   | 4 episodis                                         |
| 2018      | Medici: The Magnificent                                    | Piero di Cosimo de' Medici        | 2 episodis                                         |
| 2018      | The Blacklist                                              | Sutton Ross                       | Episodi: "Sutton Ross"                             |
| 2018      | Elementary                                                 | Jasper Wells                      | Episodi: "The Adventure of the Ersatz Sobekneferu" |
| 2019      | What/If                                                    | Liam Strom                        | 4 episodis                                         |
| 2019      | Into the Dark                                              | Steven                            | Episodi: "A Nasty Piece of Work"                   |